# Stora Olevattnet
Stora Olevattnet är en sjö i Bengtsfors kommun och Åmåls kommun i Dalsland och ingår i Göta älvs huvudavrinningsområde. Sjön är 13 meter djup, har en yta på 0,194 kvadratkilometer och befinner sig 128,6 meter över havet.

## Delavrinningsområde
Stora Olevattnet ingår i det delavrinningsområde (654145-130605) som SMHI kallar för Mynnar i Ärr. Medelhöjden är 127 meter över havet och ytan är 10,16 kvadratkilometer. Räknas de 4 avrinningsområdena uppströms in blir den ackumulerade arean 27,62 kvadratkilometer. Verkälven som avvattnar avrinningsområdet har biflödesordning 4, vilket innebär att vattnet flödar genom totalt 4 vattendrag innan det når havet efter 186 kilometer. Avrinningsområdet består mestadels av skog (73 procent). Avrinningsområdet har 0,82 kvadratkilometer vattenytor vilket ger det en sjöprocent på 8,1 procent.